# روزانا هاکوبیان
روزانا هاکوبیان (ارمنی: Ռուզաննա Հակոբյան؛ انگلیسی: Ruzanna Hakobyan؛ ۱۹۷۵) یک بدمینتون‌باز زن اهل ارمنستان است . 